# Вишенки (Стародубский район)
Вишенки — деревня в Стародубском муниципальном округе Брянской области.

## География
Находится в южной части Брянской области на расстоянии приблизительно 14 км по прямой на северо-запад от районного центра города Стародуб.

## История
Упоминалась с начала XVIII века в составе Новоместской сотни Стародубского полка. В 1859 году здесь (деревня Стародубского уезда Черниговской губернии) было учтено 27 дворов, в 1892 — 58. В середине XX века работал колхоз «Красные Вишеньки». До 2020 года входила в состав Запольскохалеевичского сельского поселения Стародубского района до их упразднения.

## Население
Численность населения: 204 человека (1859 год), 349 (1892), 46 человек в 2002 году (русские 100 %), 33 в 2010.